# Полная раскраска
В теории графов полная раскраска — это противоположность гармонической раскраске в том смысле, что это раскраска вершин, в которой каждая пара цветов встречается по меньшей мере на одной паре смежных вершин. Эквивалентно, полная раскраска — это минимальная раскраска, в том смысле, что её нельзя преобразовать в правильную раскраску с меньшим числом цветов путём слияния двух цветов. Ахроматическое число ψ(G) графа G — это максимальное число цветов среди всех полных раскрасок графа G.

## Теория сложности
Нахождение ψ(G) является задачей оптимизации. Проблема разрешимости для полной раскраски может быть сформулирована как:
ДАНО: Граф {\displaystyle G=(V,E)} и положительное целое число {\displaystyle k}
ВОПРОС: Существует ли разбиение множества вершин {\displaystyle V} на {\displaystyle k} или более непересекающихся множеств {\displaystyle V_{1},V_{2},\ldots ,V_{k}} таких, что каждое {\displaystyle V_{i}} является независимым множеством для {\displaystyle G} и таких, что для каждой пары различных множеств {\displaystyle V_{i},V_{j},V_{i}\cup V_{j}} независимым множеством не является.
Определение ахроматического числа является NP-трудной. Определение, не будет ли ахроматическое число больше заданного числа является NP-полной, как показали Янакакис и Гаврил (Yannakakis, Gavril) в 1978 году путём преобразования из задачи поиска минимального наибольшего паросочетания.
Заметим, что любая раскраска графа с минимальным числом цветов должна быть полной раскраской, так что минимизация числа цветов полной раскраски является просто переформулировкой стандартной задачи раскраски графа.

## Алгоритм
Оптимизационная задача допускает аппроксимацию с гарантированной эффективностью {\displaystyle O\left(|V|/{\sqrt {\log |V|}}\right)}.

## Специальные случаи графов
Задача определения ахроматического числа остаётся NP-полной также для некоторых специальных классов графов:
двудольные графы,
дополнения двудольных графов (то есть, графы, не имеющие независимого множества с более чем двумя вершинами), кографы, интервальные графы и даже деревья.
Для дополнений деревьев ахроматическое число может быть вычислено за полиномиальное время. Для деревьев можно задачу аппроксимировать с постоянным коэффициентом.
Известно, что ахроматическое число n-мерного графа гиперкуба пропорционально {\displaystyle {\sqrt {n2^{n}}}}, но точная константа пропорциональности не известна.